# Младен Берић
Младен Берић (1885 — 1935) био је математичар, први доктор математичких наука на Београдском универзитету.
Рођен је у Бадовинцима код Шапца, Србија, студије математике завршио је на Филозофском факултету у Београду, а потом и докторирао. По завршетку студија постао је асистент Михаила Петровића Аласа на предмету теоријска математика, радећи истовремено и као суплент Прве београдске гимназије, да би потом био унапређен у звање доцента математике. Бавећи се теоријом математике, под утицајем полигоналне методе интеграције М. Петровића и М. Миланковића, у својој докторској дисертацији Фигуративни полигони диференцијалних једначина првог реда и њихова веза са особинама интеграла дефинисао је фигуративне тачке и полигон, асимптоте у близини дате тачке појединих грана функције, примену фигуративних тачака и фигуративних полинома у аналитичкој теорији диференцијалних једначина првог реда и методу варијације интеграционе константе, чијом се применом добијају различите теореме о покретности и непокретности сингуларитета. У свом раду Разматрање о конвергенцији и дивергенцији редова, доказао је да се у проучавању бесконачних редова могу успешно користити и геометријске методе.